# Cá béo

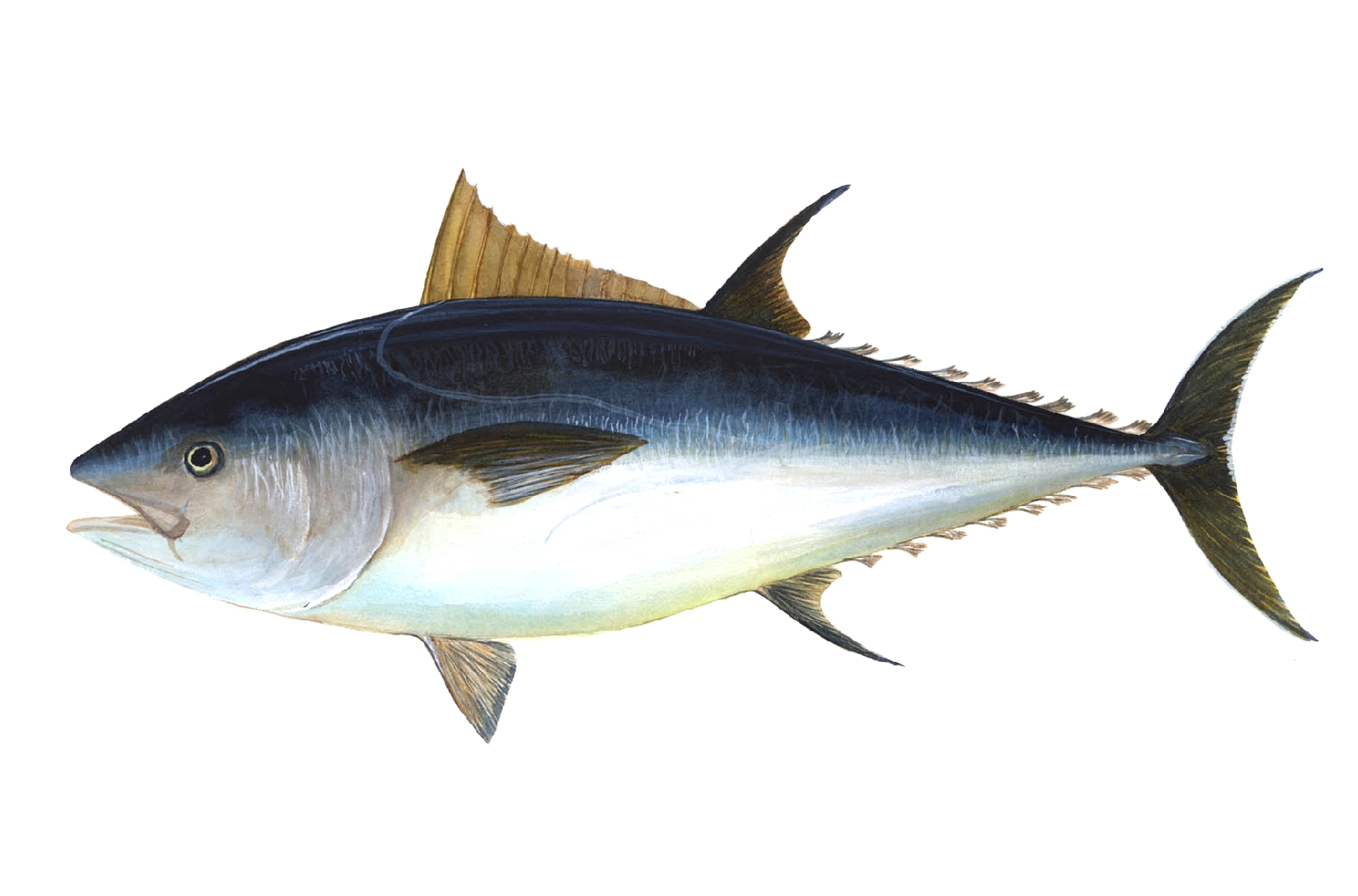
Cá đại dương, chẳng hạn như cá ngừ vây xanh biển bắc, là cá béo.

Cá béo hay cá dầu là cá có chứa dầu cá trong các mô của chúng và trong khoang bụng ở xung quanh ruột. Philê cá béo có chứa đến 30% dầu, tuy nhiên tỉ lệ này thay đổi tùy thuộc vào từng loài cá và từng cá thể trong cùng loài. Ví dụ trong cá mồi, chẳng hạn như cá mòi, cá trích và cá cơm, và trong các loài cá đại dương khác, chẳng hạn như cá hồi, cá thu và cá cháy Hilsa.
Các loại cá béo thường sống gần mặt nước, tương phản với các loài cá sống gần đáy hoặc dưới đáy. Các loài cá sống cận đáy như cá tuyết, cá êfin, cá bơn chỉ chứa dầu trong gan.
Cá béo là một nguồn cung cấp vitamin A và D, và rất giàu axit béo omega-3; các loại cá sống gần đáy (cá thịt trắng) cũng có chứa các chất này nhưng ít hơn cá béo nhiều. Vì lý do này, việc tiêu thụ cá béo thay vì các loại cá thịt trắng có thể có lợi hơn đối với con người, đặc biệt là đối với những bệnh nhân tim mạch; tuy nhiên, cá béo thường chứa các chất độc (như thủy ngân hay dioxin) nhiều hơn so với cá thịt trắng. Trong những mặt lợi ích khác, các nghiên cứu cho thấy axit béo omega-3 trong cá béo có thể giúp cải thiện những tình trạng viêm, chẳng hạn như viêm khớp.

## Hình ảnh

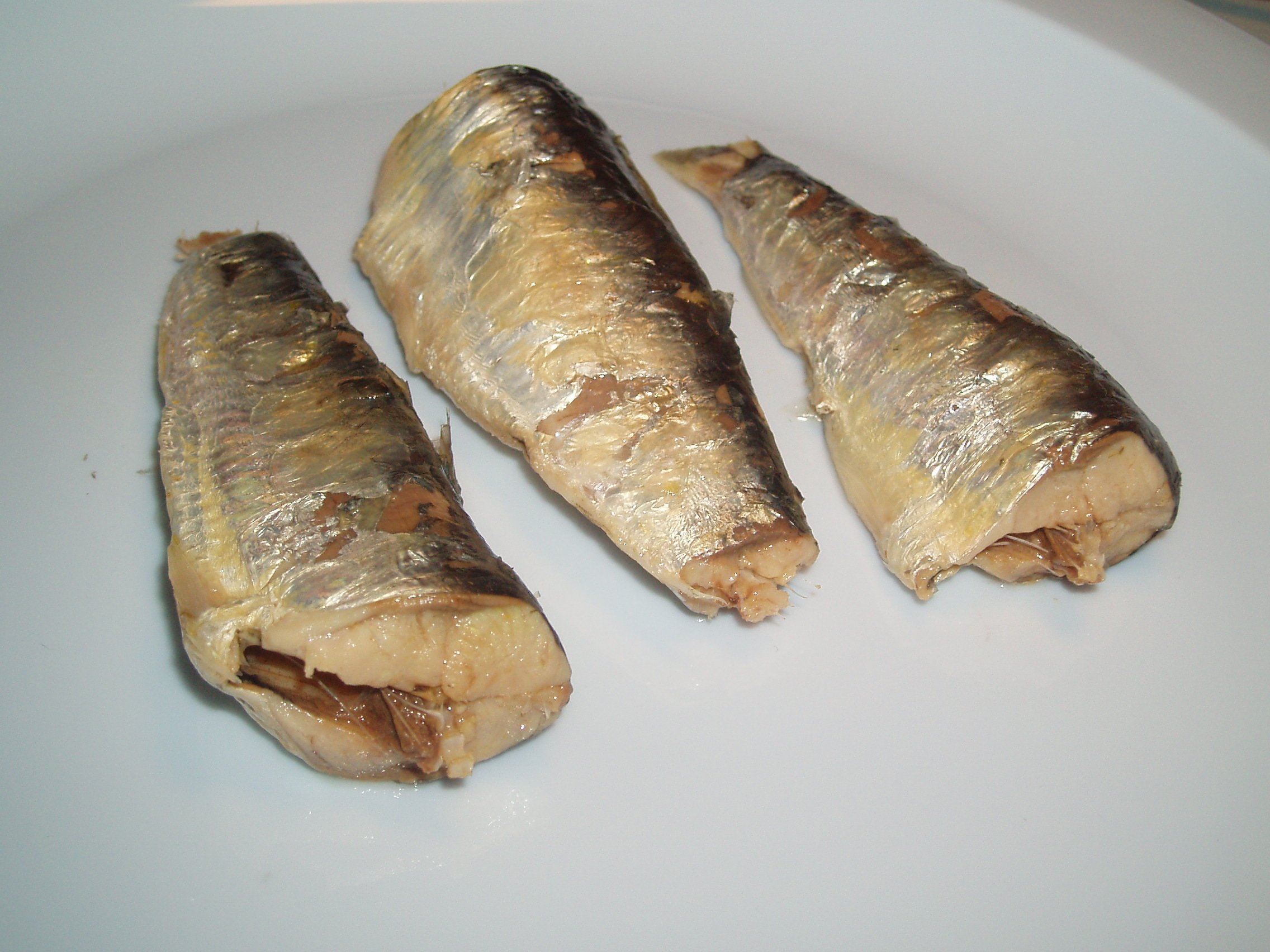
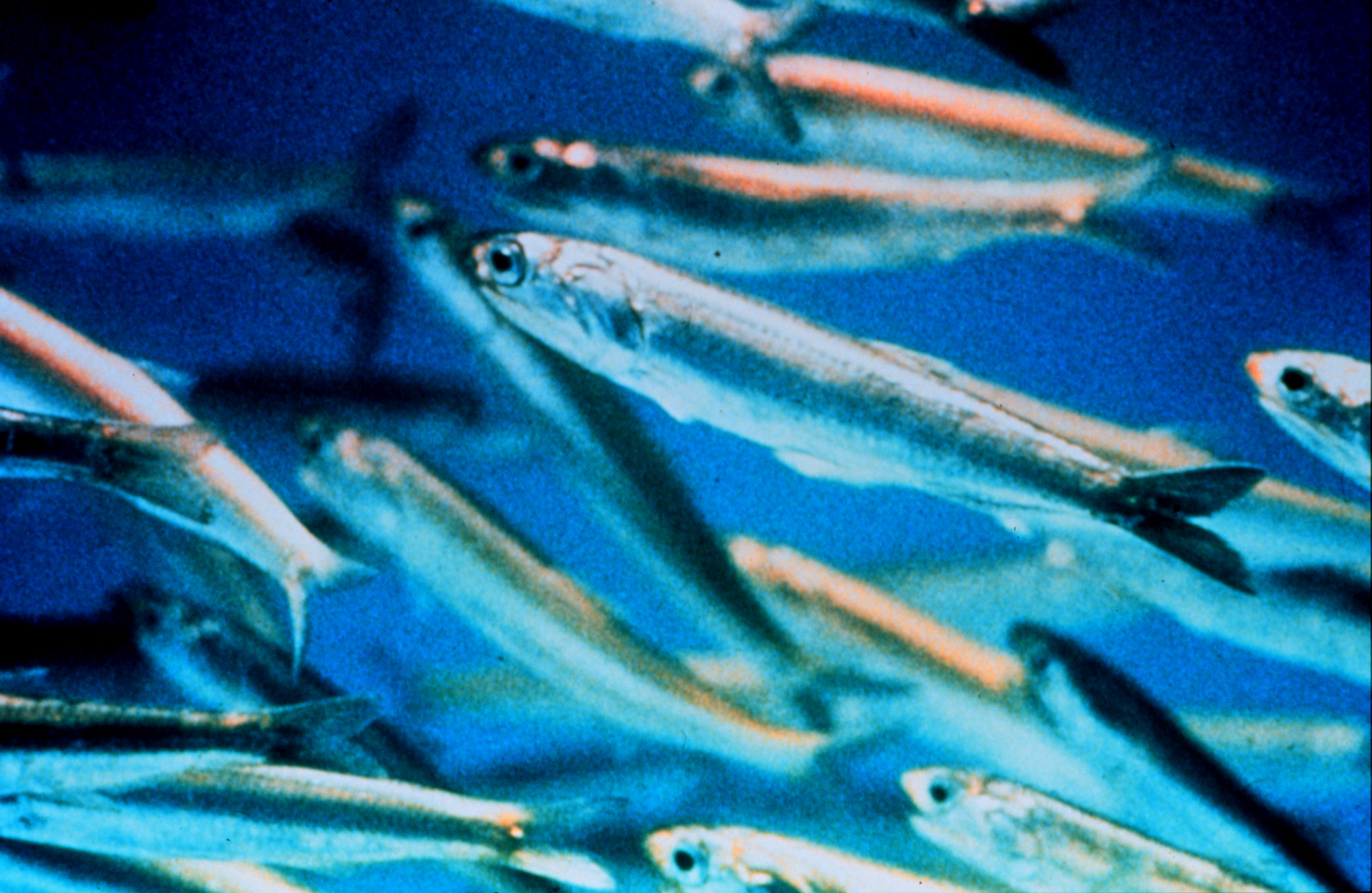
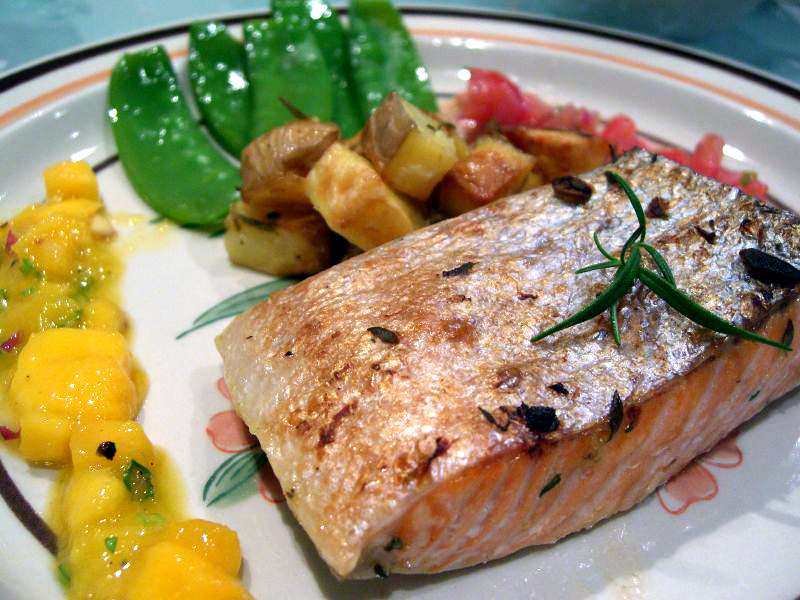